# Cap Santa Clara
Cap Santa Clara är en udde i Gabon, som avgränsar Gabonvikens inlopp mot norr. Den ligger i provinsen Estuaire, i den nordvästra delen av landet, 20 km nordväst om huvudstaden Libreville.